# Permutation City
Permutation City (auf Deutsch auch Cybercity oder Cyber-City) ist ein Science-Fiction-Roman des australischen Schriftstellers Greg Egan. Die englische Ausgabe wurde im Jahr 1994 von der Orion Publishing Group in London veröffentlicht. Die deutsche Ausgabe wurde im Jahr 1995 von Bastei Lübbe in Bergisch Gladbach veröffentlicht. Die Übersetzung stammt von Axel Merz und Jürgen Martin. Der Roman beschreibt eine Welt, in der das Gehirn von Menschen gescannt und ihr Bewusstsein als Kopie durch einen Supercomputer simuliert werden kann. Dabei wird auf zahlreiche philosophische Fragestellungen eingegangen, etwa ob Kopien über Rechte verfügen oder für die Verbrechen der dafür gescannten Menschen bestraft werden sollten, sowie die zahlreichen Probleme der Interaktion zwischen Realität und Simulation, etwa die vollständige Kontrolle der Menschen über ihre Kopien. Der Titel bezieht sich auf das mathematische Konzept der Permutation aus der Kombinatorik, mit welchem Vertauschungen beschrieben werden, und kommt im Roman bei der Frage auf, ob die Zeitwahrnehmung von Kopien überhaupt linear simuliert werden muss. Greg Egan beteiligte sich später an der mathematischen Forschung zu Superpermutationen, beschrieb einen Algorithmus zu ihrer Konstruktion stellte dadurch einen neuen Rekord auf.

## Konzepte

### Kopien
Im Roman können mithilfe eines Scans des Gehirns all dessen Vorgänge bis auf atomare Ebene hinunter auf ein digitales Programm übertragen und von einem Supercomputer simuliert werden. Menschliches Bewusstsein ist also turing-berechenbar. Diese Programme werden als Kopien des für den Scan verwendeten Menschen bezeichnet. Dabei legt die für die Berechnung der Simulation verwendete Rechenleistung ihr Zeitempfinden relativ zur Realität fest, beeinflusst jedoch nicht ihr eigenes Zeitempfinden. Kopien reicher Menschen können sich eine hohe Rechenleistung leisten und erleben dadurch wesentlich mehr Zeit im Vergleich zu den Kopien armer Menschen. Diese werden zudem oft zwischen verschiedenen Servern auf der ganzen Welt hin- und hergeschickt, auf denen gerade freier Platz ist, oder andernfalls komplett pausiert. Alle drei Aspekte erschweren ihnen die Arbeitssuche und können in eine Abwärtsspirale führen, wodurch sich gesellschaftliche Ungleichheit ebenfalls in der virtuellen Welt wiederfindet.
Es gibt mehrere Gedankenexperimente über die Folgen der Möglichkeit zur Simulation eines menschlichen Bewusstseins. Das wohl bekannteste unter ihnen ist Rokos Basilisk. Gemäß dieser Überlegung könnte eine künstliche Intelligenz retrospektiv mithilfe von Simulationen herausfinden wollen, wer zu ihrer Entstehung und Weiterentwicklung beitragen würde. Verweigerung könnte in der Simulation mit potentiell ewiger Folter bestraft werden. Dabei sei die Realität in Wahrheit eine solche Simulation und von diesem Gedanken zu erfahren sei der Eingriff der künstlichen Intelligenz in die Simulation, um dadurch das richtige Verhalten zu erpressen. Eine abgeänderte Version wurde von Stuart Armstrong ebenfalls auf LessWrong vorgeschlagen. Gemäß dieser Überlegung kann eine künstliche Intelligenz über Simulationen jede mögliche Handlung eines Menschen in der Realität erpressen, ohne diesem überhaupt etwas antun zu können. Dafür muss die künstliche Intelligenz nur beliebig viele Simulationen dieses Menschen in die exakt gleiche Situation bringen, sodass der Mensch in der Realität sich nicht mehr sicher sein kann, nicht doch eine Simulation zu sein und dadurch potentiell ewige Folter durch die künstliche Intelligenz befürchten zu müssen.

### Autoverse
Das Autoverse ist ein zellulärer Automat für die Simulation von künstlichem Leben, ähnlich wie Game of Life, jedoch komplex genug zur Simulation bis hinunter auf die Ebene von einzelnen chemischen Reaktionen. Es ist deterministisch und selbstkonsistent, aber vereinfacht die Regeln der realen Welt. Etwa wird statt der Allgemeinen Relativitätstheorie von Einstein (oder der fiktiven Weiterentwicklung von Chu) nur die Gravitationstheorie von Newton zur Simulation der Gravitation benutzt und ein vereinfachtes Periodensystem mit nur 32 statt 118 Elementen, welche massive Kugeln (wie im Dalton-Modell) sind ohne eine innere durch die Quantenmechanik beschriebene Struktur. Innerhalb des Autoverse gibt es einzellige Organismen wie das Autobacterium lamberti und das Autobacterium hydrophilus.

### Staubtheorie
Eine zentrale Idee in Permutation City (1994) ist die Staubtheorie (englisch Dust Theory), welche Greg Egan in Ansätzen bereits in seiner Kurzgeschichte Dust (1992) schilderte. Sofern die künstliche Simulation eines menschlichen Bewusstseins möglich ist, kann dieses dadurch nicht an spezielle Hardware (Gehirn oder Computer) gebunden sein. Daher kann die Berechnung und Speicherung der einzelnen Zustände der Simulation auf unzählige verschiedene Server rund um die Welt verteilt werden, bis hinunter zu einzelnen Bits und Bytes gespeichert in den Quantenzuständen (wie etwa den Spins) von Elementarteilchen. Dadurch wird das Bewusstsein anschaulich auf Staub reduziert. Da es aber exakt gleiche Elementarteilchen im exakt gleichen Zustand überall im Universum (wie etwa im interstellaren Staub) gibt, stellt ein entsprechender Verbund aufgrund der Annahme, dass das Bewusstsein nicht von der Hardware bestimmt wird, nicht weniger einen Ausschnitt einer Simulation von diesem dar. Das wirft die Frage auf, was genau unter einem Bewusstsein zu verstehen ist. Gemäß der Staubtheorie ist jede mögliche selbstkonsistente Existenz als Bewusstsein zu interpretieren und tatsächlich real, vergleichbar mit der Viele-Welten-Interpretation. Das bedeutet insbesondere, dass die Existenz von Kopien nicht durch deren Löschung endet, sondern weiter darüber hinaus besteht, aufrechterhalten sowie stabilisiert durch deren eigene Selbstkonsistenz und ab dann unabhängig von der Welt, in der sie ursprünglich simuliert wurden.
Greg Egan beantwortete einige offene Fragen aus dem Roman über die Staubtheorie auf seiner Webseite.

## Handlung
Paul Durham experimentiert in Sydney mit mehreren digitalen Kopien seines Bewusstseins für ein besseres Verständnis der virtuellen Welt. Dazu gehört die Beeinflussung der Simulationsgeschwindigkeit oder die Permutation der Berechnung (siehe nichtlineare Zeit) sowie die Untersuchung dieser in einem Garten Eden (ein nicht aus einem früheren Zustand hervorgehender Zustand). Dabei kann eine Kopie darin tatsächlich beweisen, sich in einer Simulation zu befinden, während es in Simulationen mit anderen Konfigurationen stets alternative Erklärungen der Welt gibt. Eine seiner Kopien spricht in der virtuellen Welt mit reichen Kopien anderer Menschen und versucht diesen einen Platz auf einem fortschrittlichen Supercomputer zu verkaufen, welcher vom globalen Netzwerk unabhängig sein soll und welcher daher laut seiner Aussage nie abgeschaltet werden kann. Dies soll ebenfalls dem zunehmenden Risiko der Verwendung von der auf dem globalen Market des QIPS Exchange (eng. quadrillions instructions per seconds für Billarden an Anweisungen pro Sekunde, siehe MIPS) gehandelten Rechenleistung für andere Zwecke vorbeugen. Eine davon ist die nach dem Schmetterlingseffekt benannte Operation Butterfly, in welcher (wegen der Chaostheorie) ungewöhnlich komplizierte Simulationen von Meeresströmungen der Wettermanipulation dienen. In der realen Welt geht Paul Durham zu Maria Deluca, eine Expertin für das Autoverse, mit dem Auftrag der Erschaffung eines Planeten in diesem, auf welchem anschließend eine Evolution von Autobacterium lamberti simuliert werden soll. Diese nimmt sein Angebot an, um mit dem Geld das Gehirn ihrer Mutter vor ihrem Tod kopieren zu können. Parallel dazu soll Malcolm Carter, ein Experte für virtuelle Architektur, eine Stadt für die von Paul Durham zur Umsiedelung angeworbenen Kopien entwerfen. Ohne dessen Kenntnis hackt Malcolm Carter die beiden armen Kopien Peer und Kate aus der Soliplist Nation (siehe Solipsismus) in die Stadt. Maria Deluca erfährt von einem laufenden Verfahren gegen Paul Durham wegen Computerbetrug und konfrontiert ihn damit. Paul Durham enthüllt ihr seinen wahren Plan als die auf seiner Überzeugung der Staubtheorie aufbauende Flucht in eine von diesem Universum unabhängige Existenz. Bei seinen zahlreichen Experimenten sei dies angeblich schon vorgekommen. Doch die für seine Pläne anwerbende Kopie von Paul Durham wacht plötzlich in Sydney auf und erfährt, von Anfang an nie eine Kopie gewesen zu sein. Stattdessen ließ sich Paul Durham selbst nach mehreren gescheiterten Experimenten, in welchen sich seine Kopien einfach eigenhändig löschten, an die virtuelle Welt anschließen und seine Erinnerung daran entfernen. Paul Durham und Maria Deluca schlafen miteinander, zufrieden mit dem Beginn der simulierten Evolution im Autoverse auf dem Lambert genannten Planeten und der Fertigstellung der Permutation City genannten Stadt. Paul Durham ist nun überzeugt, erfolgreich den Grundstein für die Zukunft seiner restlichen Kopien in der virtuellen Welt gelegt zu haben, und begeht daraufhin Suizid.
Eine Kopie von Maria Deluca wird siebentausend subjektive Jahre später in Permutation City von einer Kopie von Paul Durham geweckt. Auf Lambert haben sich über Milliarden subjektiver Jahre hinweg intelligente Lebensformen aus Autobacterium hydrophilus entwickelt und sogar eine eusoziale Gesellschaft gebildet. Paul Durham benötigt nun die Hilfe von Maria Deluca als Schöpferin dieser Simulation, da Permutation City diese inzwischen weder pausieren noch unter eine bestimmte Geschwindigkeit verlangsamen kann, und plant einen verbotenen Kontakt mit den insektenartigen Wesen. Inzwischen scheint die kombinierte Komplexität von Lambert und die kombinierte Intelligenz der Lambertianer die von Permutation City zu übersteigen. Als Folge ihrer Verbindung (da das Autoverse weiterhin eine Simulation innerhalb von Permutation City ist) wird ihr Status als vorherrschende Vorgabe für die Gesetze des Universums nun vom Autoverse übernommen. Dabei scheint ein noch grundlegenderes Prinzip als die Staubtheorie verantwortlich zu sein. Nachdem die Lambertianer die ihnen von Paul Durham und Maria Deluca vorgebrachte Hypothese einer Schöpfung ablehnen und stattdessen den Ursprung ihres Universums selbstkonsistent durch eine neue Feldgleichung erklären können, wird Permutation City langsam überschrieben und beginnt dadurch zu kollabieren. Paul Durham und Maria Deluca kehren nach Permutation City zurück und warnen vor der nahenden Auslöschung. In den letzten Momenten ihres Universums gelingt der Start eines neuen Universums in der Konfiguration eines Garten Eden. Paul Durham will zurückbleiben und nach unzähligen Leben endlich Ruhe finden, doch kann von Maria Deluca zur Mitreise überzeugt werden. Gemeinsam wollen beide nun die grundlegenden Regeln erforschen, mit welchen die Übernahme von Permutation City durch die Lambertianer geschehen konnte.
Im Epilog besucht Maria Deluca in Sydney das Grab von Paul Durham.

## Hintergrund
Der Roman war für den British SF Association Awards im Jahr 1995 nominiert gewesen, gewann den John W. Campbell Memorial Award im Jahr 1995 war in der finalen Auswahl für den Philip K. Dick Award im Jahr 1996 und war für den japanischen Seiun-Preis im Jahr 2000 nominiert gewesen.
Der Roman wurde von Max Tegmark in einem Artikel über Multiversen für Scientific American im Jahr 2003 zitiert.

## Kritik
Auf SF Reviews heißt es, der Roman beschäftige sich wenig mit den ethischen Fragen der Idee der Kopie eines menschlichen Bewusstseins („doesn't deal much at all with the ethical issues surrounding the idea of duplicating people's minds“), da es für Egan mehr eine wissenschaftliche Frage sei („for Egan, it seems a purely scientific question“). Dadurch fehlen dem Roman einige wichtige emotionale und intellektuelle Dimensionen („the novel misses out on some important emotional and intellectual dimension“) und dieser dadurch genauso kalt und steril wie die darin beschriebene Zukunft („as cold and sterile as the digital future it describes“). Jedoch sei die Breite der Ideen zu bewundern („I admired the breadth of ideas Egan covers in this book“) und der Roman sei mehr intellektuell als unterhaltsam („is far more cerebral than it is entertaining“). Es sei für die Fans von Science-Fiction geschrieben, welche diese wie ein akademisches Lehrbuch oder eine technische Bedienanleitung bevorzugen („written strictly for that contingent of fans who like their SF to read like a graduate-level textbook or tech manual“). Dabei verdient Egan wirklich Applaus für die Hingabe zur Authentizität bei der Beschreibung der digitalen Welt („I applaud Egan's devotion to authenticity in describing the workings of his computerized worlds“). Wer weder Mathematiker noch Programmierer ist, könnte dies jedoch ermüdend technisch, wenn nicht sogar völlig unverständlich finden („But unless you're a programmer or mathematician yourself, you're going to find these stretches of the book to be tediously techie if not altogether incomprehensible“). Insgesamt sei Egan jemand mit mutigen Ideen („Egan is a man of bold ideas. And those are all too rare today in SF“) und ein interessanter Führer in die Welt des Transhumanismus („a most interesting tour guide“).
Laut Andreas Nordiek von fictionfantasy.de ist der Roman einer, „der sehr weitreichend für die SF-Literatur die Möglichkeiten von virtuellen Welten und künstlicher Intelligenz versucht zu beschreiben“ und ist dabei „sehr ausführlich und detailliert, damit seine Leser seinen Gedankengängen folgen können“.